# Ca n'Orpí
El Mas Bonans o Ca n'Orpí és un mas al terme municipal de Piera (Anoia) catalogat a l'Inventari del Patrimoni Arquitectònic de Catalunya. Abans del segle xvi es coneixia la casa amb el nom de Mas Bonans, canviant a Ca n'Orpí a partir del segle xvii, en què hi començaren a viure els Orpí, concretament en el 1659 la casa era habitada per Salvador Orpí i continuà en mans d'aquesta família fins a Dolors Orpí i Almirall que ho va vendre a Josep Vidal.
L'estructura actual va ésser molt acuradament acabada l'any 1956 per en Josep Vidal, personatge molt conegut i apreciat a la vila. La casa, per les seves característiques, és la típica casa pagesa catalana construïda a mitjans del segle passat i de la qual tants exemples trobem a les nostres terres.
En un petit turó al costat de la casa, s'enlaira l'ermita de la Mare de Déu de Mas Bonans, construïda el mateix any que la casa. L'ermita fou construïda quan es dugué a terme la restauració de la casa el 1956, edificada per iniciativa de Josep Vidal i Munné, imitant l'estil romànic de les seves homòlogues ja existents a la rodalia. És en aquest punt on se celebra l'aplec del Mas Bonans des de 1976. Es tracta d'una església d'una sola nau, de planta rectangular, amb un absis circular i finestres d'arc de mig punt. La porta d'entrada presenta també un arc de mig punt, elaborat amb dovelles, així com una petita finestra en forma de creu. La teulada s'acaba a dues vessants, i el campanar té forma triangular. Les obertures es ressalten amb una línia estucada de color blanc.

## Història
1. 1 2 3  «Mas Bonans». Inventari del Patrimoni Arquitectònic de Catalunya.   Direcció General del Patrimoni Cultural de la Generalitat de Catalunya. [Consulta: 3 setembre 2015].